# Weitenhagen (Landkreis Vorpommern-Rügen)
Weitenhagen település Németországban, Mecklenburg-Elő-Pomeránia tartományban. Lakosainak száma 227 fő (2023. december 31.).

## Népesség
A település népességének változása:
| Lakosok száma | 225  | 224  | 211  | 225  | 227  |
|               | 2017 | 2019 | 2021 | 2022 | 2023 |